# Урочище Дубина (пам'ятка природи)
Уро́чище Дуби́на — зоологічна пам'ятка природи загальнодержавного значення в Україні. Розташована в межах Літинського району Вінницької області, на північний захід від смт Літин, неподалік від села Громадське.
Площа 29 га. Створений у 1975 році. Перебуває у віданні Хмільницького держлісгоспу.
Охороняються грабова діброва природного походження, де ростуть дуби віком від 90 до 180 років. У трав'яному покриві зростають: дзвоники персиколисті, наперстянка великоцвіта, косарики черепитчасті, також трапляються рідкісні види — лілія лісова та підсніжник звичайний, занесені до Червоної книги України.